# William E. Glasscock
William Ellsworth Glasscock, född 13 december 1862 i Monongalia County i Virginia (nuvarande West Virginia), död 12 april 1925 i Morgantown i West Virginia, var en amerikansk politiker (republikan). Han var West Virginias guvernör 1909–1913.
Glasscock efterträdde 1909 William M.O. Dawson som guvernör och efterträddes 1913 av Henry D. Hatfield.